# Adrià Domenech
Adrià Domenech Fontana (Villafranca del Panadés, Barcelona, 18 de julio de 2002) es un baloncestista español que pertenece a la plantilla del FC Cartagena Baloncesto de la Primera FEB. Con 2,08 metros de estatura, juega en la posición de ala-pívot.

## Trayectoria deportiva
Nacido en Villafranca del Panadés, Domenech es un ala-pívot formado en la cantera del Club Joventut Badalona. Tras jugar con el equipo junior, en la temporada 2019-2020, el jugador es cedido al Club Bàsquet Prat de Liga LEB Plata, en el que promedió 3.4 puntos, 2.8 rebotes y 4.6 de valoración en 9 encuentros.
En la temporada 2020-21, vuelve a estar cedido en el Club Bàsquet Prat de Liga LEB Plata, con el que lograría el ascenso a la Liga LEB Oro.
El 30 de julio de 2021, es confirmado por el Club Bàsquet Prat para disputar la Liga LEB Oro, siendo su tercera temporada cedido por el Club Joventut Badalona.
El 5 de agosto de 2022, firma por el Oviedo Club Baloncesto de la Liga LEB Oro.
El 8 de agosto de 2023, firma por el Real Betis Baloncesto de la Liga LEB Oro.
El 28 de enero de 2025, firma por el FC Cartagena Baloncesto de la Primera FEB.

### Selección nacional
Disputó el Campeonato Europeo de Baloncesto Masculino Sub-16 de 2018 con la selección de baloncesto de España, logrando la medalla de plata.
En 2022 fue parte del combinado español que disputó el EuroBasket Sub-20 de Montenegro, y que se llevó el oro.